# Tromsø
Tromsø (Escolteu-ne la pronunciació  [ˈtrʊmsœ] (?·pàg.); en sami septentrional: Romsa; en kven: Tromssa) és una ciutat i municipi del nord de Noruega, capital i ciutat més gran del comtat de Troms. És la segona ciutat més gran de la Lapònia, després de Múrmansk (Rússia), així com la ciutat més gran de Nord-Norge i la setena del país.
El municipi té una població de 73.480 habitants (2016), però amb el gran nombre d'estudiants compta amb gairebé 5000 persones més. L'àrea urbana de Tromsø és la més gran del nord de Noruega i la tercera més gran al nord del cercle polar àrtic.
La major part de Tromsø, inclòs el centre de la ciutat, se situa a l'illa de Tromsøya, situada a 350 quilòmetres al nord del cercle polar àrtic, i és on s'hi concentra la majoria de la població de la ciutat. Tromsø és una ciutat cosmopolita i un dels centres comercials i culturals a Noruega, amb importants festivals al llarg de l'any.
La ciutat és la seu de la Universitat de Tromsø. L'aeroport de Tromsø connecta la ciutat amb moltes destinacions arreu d'Europa. La ciutat és més càlida que la majoria de localitats situades a la mateixa latitud, a causa de l'efecte d'escalfament del Corrent del Golf.
El centre conté el major nombre de cases de fusta del nord de Noruega, i la casa més antiga data del 1789. La catedral de l'Àrtida, una església moderna del 1965, és probablement el monument més famós.
Des de l'edat de ferro que la zona està poblada, originalment per població germànica i Sami. Tromsø adquirí certa importància regional durant l'edat mitjana, ja que era un nucli religiós de l'Església catòlica. Fou designada ciutat pel rei Cristià VII el 1794. El seu desenvolupament inicialment estigué fonamentat en la pesca, que fou el detonant del seu meteòric creixement des del segle xix. És la ciutat de més de 50.000 habitants més boreal del món.

## Etimologia
El topònim Tromsø prové del nom de l'illa de Tromsøya, on s'assenta el centre de la ciutat. De fet Tromsø és equivalent a Tromsøya, ja que en el primer cas s'utilitza la terminació ø («illa» en danès) i al segon øya (l'illa, en noruec). L'etimologia de l'element Troms no se sap amb certesa, i diverses teories intenten explicar-la. Una d'elles sosté que Troms deriva del nòrdic antic straumr (corrent), i afirma que la forma original podria haver estat Strums. Aquesta hauria derivat a Trums i posteriorment a Troms. Un fet que dona suport a aquesta teoria és que moltes illes i rius noruecs tenen el nom Tromsa, que aparentment tindria el mateix origen etimològic.
Una segona teoria sosté que l'illa de Tromsøya fou anomenada al principi Lille Tromsøya (Petita illa de Troms) en oposició a la Store Tromsøya (Gran Tromsøya), que hauria estat el nom original de la veïna illa de Kvaløya en referència a una muntanya anomenada Tromma (el tambor). El nom d'aquesta muntanya en llengua sami és Rumbbučohkka, amb el significat idèntic, i es diu que el lloc ha estat sagrat pels sami des de temps precristians.
El nom sami de Tromsøya és Romsa, que se suposa que és un préstec nòrdic. No obstant això hi ha una tercera teoria que suggereix que el nom de Tromsø deriva del nom sami, però no dona una explicació sobre el significat d'aquest.

## Història
La zona ha estat habitada des del final de l'edat de gel. Les excavacions arqueològiques a Tønsvika, just fora dels límits de la ciutat, han fet aparèixer artefactes i restes d'edificis s'estima que tenen entre 9000 i 10.000 anys. Uns nens que jugaven en una àrea suburbana l'estiu del 2005, descobrien un tresor d'argent que s'havia enterrat des de l'època dels vikings.

### Edat mitjana: una fortalesa a la frontera

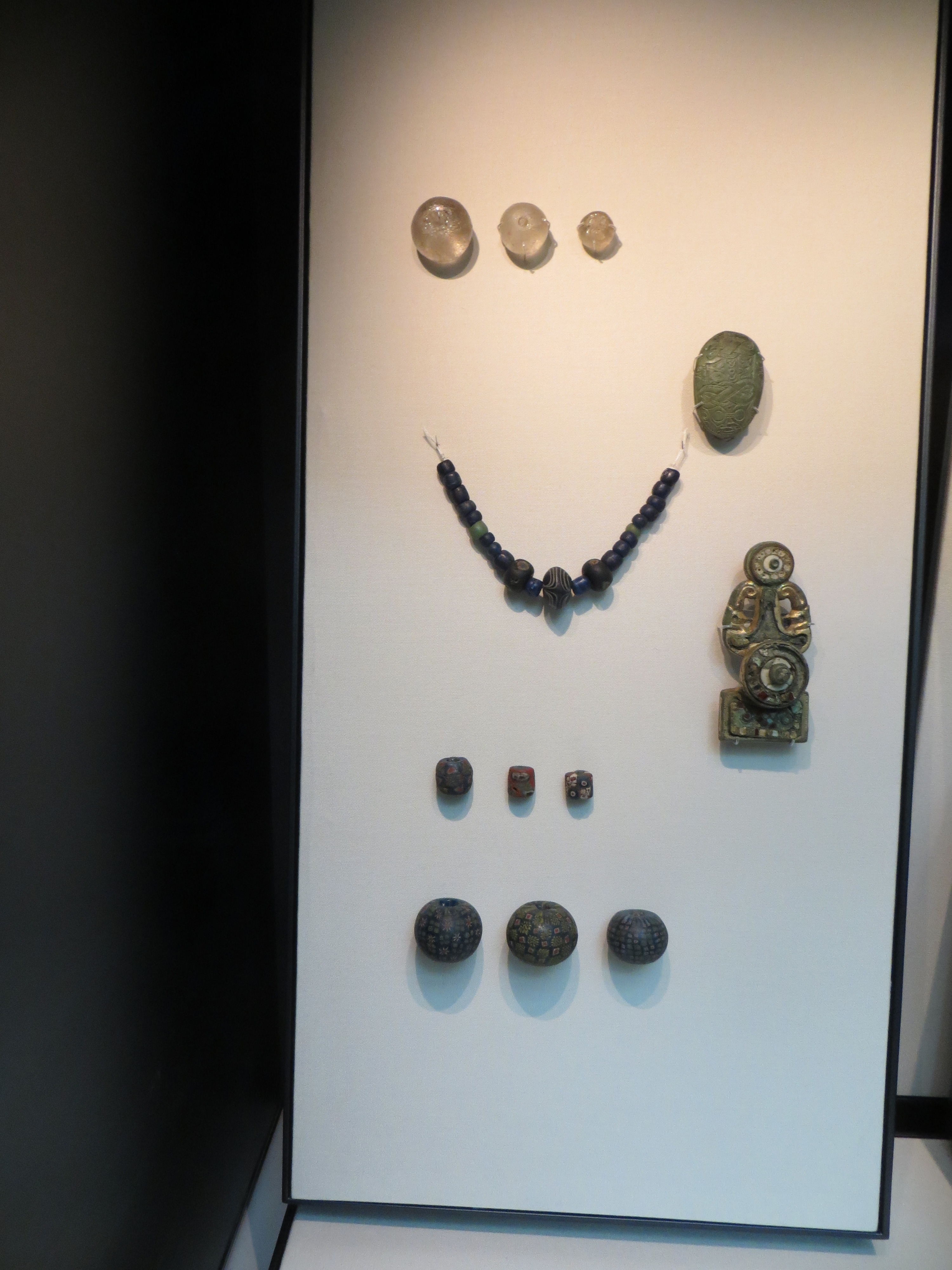
Tresor de joies viking trobat a Tromsø que data dels segles XII-XIII dC ara al Museu Britànic

La zona guarda una rica herència nòrdica i Sami que està ben documentada. El cap nòrdic Ohthere, que va viure als voltants del 890, se suposa que va habitar els confins meridionals del municipi del municipi de Tromsø actual. Va descriure's a si mateix dient que era el que "vivia més al nord de tots els noruecs". Una font d'Islàndia (Rimbegla) a partir del segle xii també descriu que el fiord de Malangen al sud del municipi de Tromsø d'avui era una frontera entre els nòrdics i els assentaments costaners samis durant aquesta part de l'edat mitjana. També hi ha hagut un extens assentament sami a la costa sud d'aquesta "frontera", així com els assentaments nòrdics dispersos al nord de Malangen - per exemple, tant s'han trobat restes sami com nòrdiques de l'edat de ferro (0-1050 dC) al sud de Kvaløya.
La primera església a l'illa de Tromsøya fou erigida el 1252. Aquesta va ser aixecada per ordre del rei Haakon IV i es deia Sancta Maria iuxta pagans, és a dir, «Santa Maria al costat dels pagans», per emfatitzar que la zona era noruega. D'aquesta església no se'n conserva res en l'actualitat, encara que es creu que es tractava d'una senzilla stavkirke. S'ha suggerit que una antiga estàtua d'una verge amb el nen de l'església d'Elverhøy formava part en el passat de l'església de Santa Maria.
Tromsø no era tan sols un lloc avançat de Noruega en una àrea principalment poblada pels sami, sinó també una ciutat fronterera amb Rússia; l'estat de Novgorod tenia el dret de cobrar impostos als sami al llarg de la costa fins al Lyngstuva i a l'interior fins al riu Skibotn o possiblement el riu Målselv, mentre que Noruega es va permetre ampliar les àrees d'impostos a tot el seu territori i inclosa la península de Kola. Durant els següents cinc-cents anys la frontera de Noruega amb Rússia i els límits de l'assentament noruec devien desplaçar-se cap a l'est a Sør-Varanger, fent que Tromsø perdés el seu caràcter de "ciutat fronterera".

### 1700 i 1800: la "París del nord"
Durant el segle xvii, mentre Dinamarca i Noruega solidificaven la seva reclamació de la costa nord d'Escandinàvia fou construït un reducte, Skansen. Tot i només ser la llar del voltant de 80 persones, Tromsø es va obtenir del rei Cristià VII la seva carta de ciutat el 1794. Això va coincidir amb -i en va ser una conseqüència directa- l'abolició del monopoli en el comerç del bacallà que desde feia segles tenia la ciutat de Bergen. Aleshores Tromsø va ascendir ràpidament en importància. La Diòcesi de Hålogaland fou creada el 1804, i Mathias Bonsak Krogh en va ser el primer bisbe. La ciutat va ser establerta com a municipi l'1 de gener de 1838.
La caça, a l'Àrtida, des de Nóvaia Zémlia al Canadà, va començar al voltant de l'any 1820. Cap a 1850 Tromsø era el centre principal de caça de l'Àrtida, superant l'anterior centre d'Hammerfest, i la ciutat comerciava des d'Arkhànguelsk fins a Bordeus. El 1848 s'inaugurava la Universitat de Tromsø.
Durant el segle xix, Tromsø es va conèixer com la "París del Nord". No se sap com es va originar aquest sobrenom, però se suposa que era perquè la gent de Tromsø eren més refinats del que normalment s'esperaven els visitants del sud.

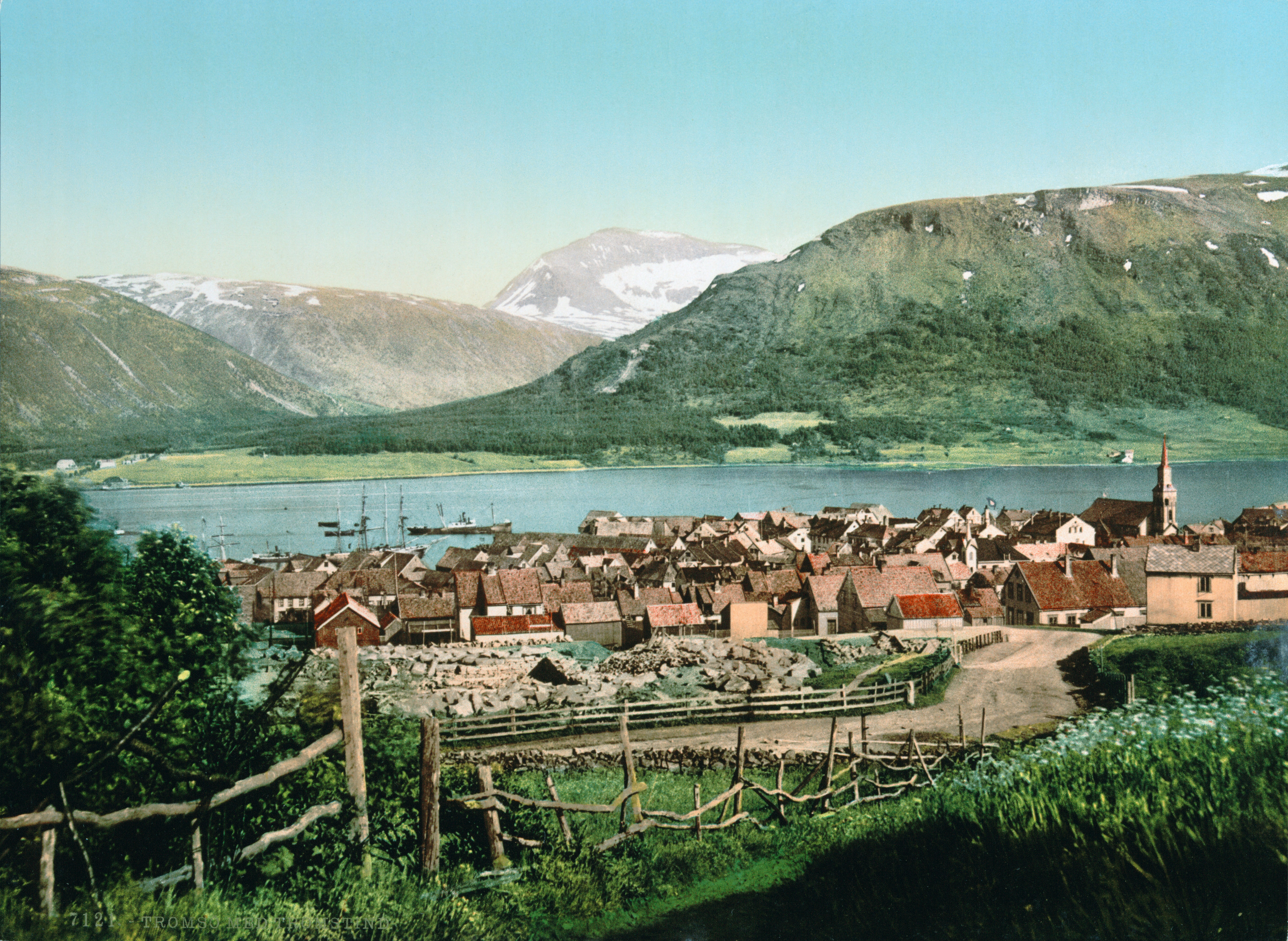
Pintura de Tromsø el 1900

### Any 1900: l'exploració i la guerra

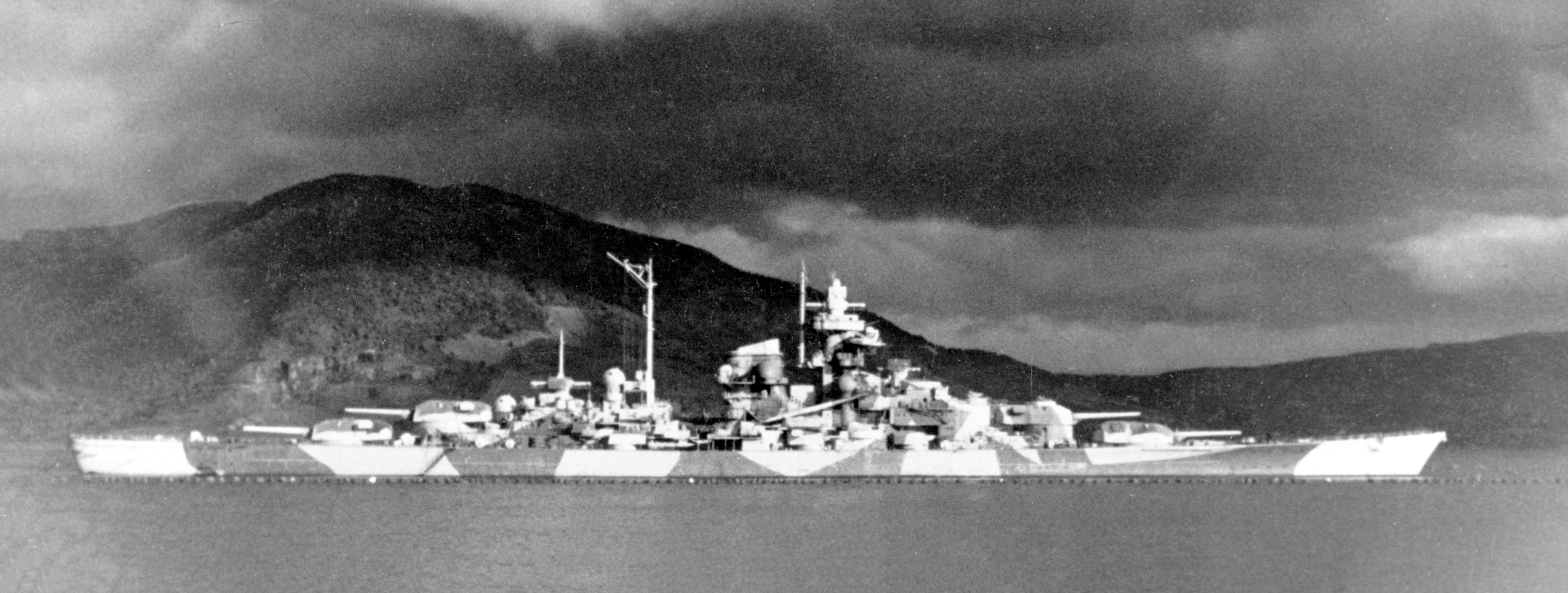
El cuirassat alemany Tirpitz va ser bombardejat i enfonsat davant de l'illa de Tromsøya el 1944.

Al final del segle xix, Tromsø s'havia convertit en un centre destacat de comerç àrtic, se d'on començaven moltes expedicions. Exploradors com Roald Amundsen, Umberto Nobile i Fridtjof Nansen utilitzaven els coneixements existents a Tromsø sobre les condicions de l'Àrtida, i sovint reclutaven la seva tripulació a la ciutat. El 1927 s'hi va fundar l'observatori per a l'observació de l'aurora boreal.
Durant la Segona Guerra Mundial serví breument de capital del país. La guerra, però, no hi produí grans destrosses físiques. El cuirassat alemany Tirpitz va ser enfonsat prop de l'illa Tromsøy el 12 de novembre de 1944 per la Royal Air Force, i hi van morir prop de 1.000 soldats alemanys. Al final de la guerra, la ciutat va rebre milers de refugiats de la província Finnmark, que havia estat devastada per les forces alemanyes usant l'estratègia de terra cremada quan s'esperava l'ofensiva de l'Exèrcit Roig.

### Darrers 1900 - actualitat

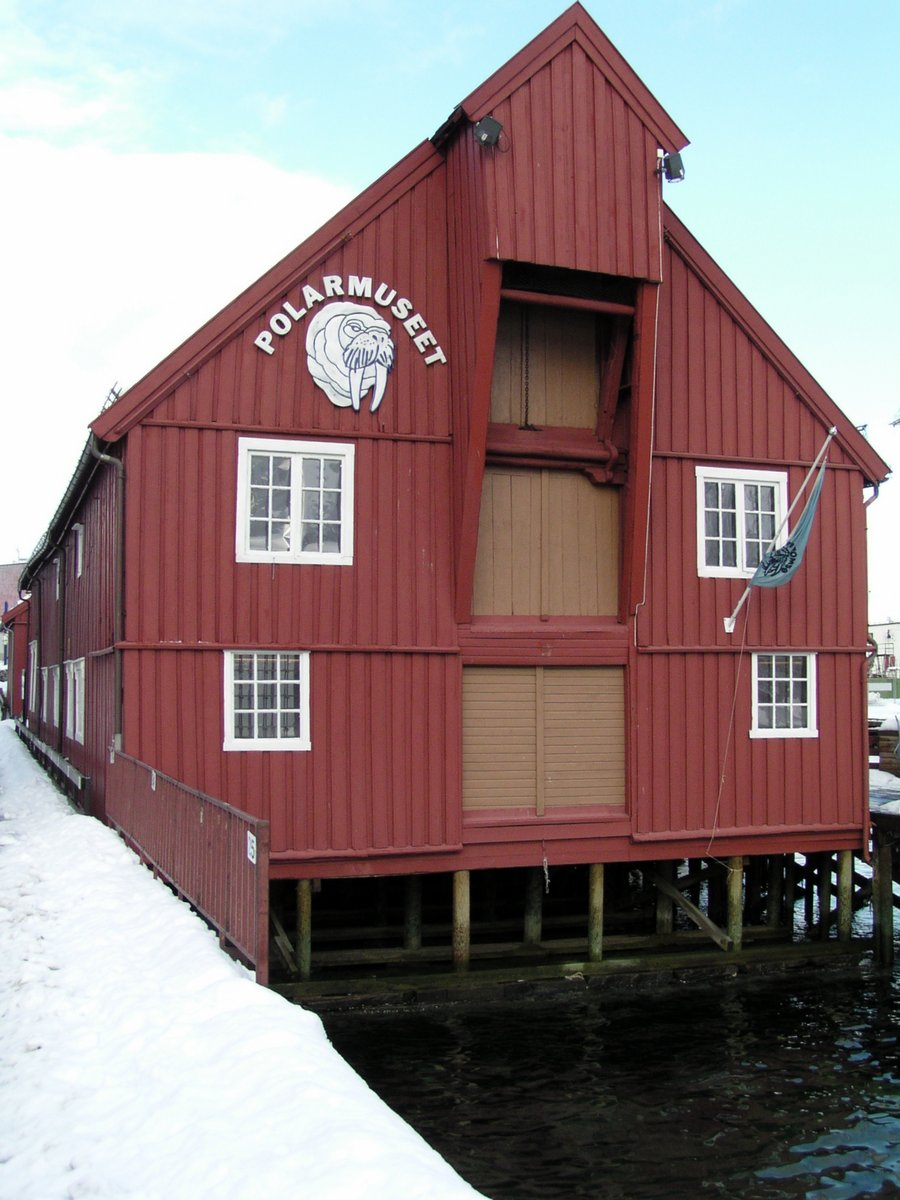
Museu Polar, inaugurat el 1978

L'expansió després de la Segona Guerra Mundial fou ràpida. Els municipis rurals de Tromsøysund i Ullsfjord, i la majoria de Hillesøy, es van fusionar amb Tromsø l'1 de gener de 1964, i es creà l'actual municipi de Tromsø i gairebé es va triplicar la població de Tromsø, que va passar de 12.430 a 32.664 habitants. A més, el creixement de la població ha estat fort, amb de vegades, més de 1.000 nous Tromsøværingers (habitants de Tromsø) anuals. La població del municipi de Tromsø era el 2016 de 73.480 habitants.
Un esdeveniment important per al desenvolupament de la ciutat va ser la inauguració de l'aeroport de Tromsø el 1964, situat a l'illa principal, i el 1972 es va inaugurar la nova Universitat de Tromsø, que en aquell moment va ser una de les quatre universitats de Noruega i l'única que servia a la meitat nord del país. Una escola de mestres i un museu van acabar incorporats també a la universitat. L'Institut Polar Noruec va ser traslladat a Tromsø des de Oslo el 1998. Més recentment, la universitat s'ha ampliat encara més a través de dues fusions, primer amb l'Institut Universitari de Tromsø el 2009 i després amb l'Institut Universitari de Finnmark el 2013 i el 2019 tenia 16.747 estudiants.

### Història municipal
La ciutat de Tromsø es va establir com a municipi independent l'1 de gener de 1838. La ciutat va ser completament envoltada pel landdistrikt Tromsoe (el municipi rural de Tromsø), però es regia per separat. A mesura que la ciutat anava creixent, s'hi van afegir zones del districte rural.
L'1 de gener de 1861, una àrea de Tromsøysund amb 110 habitants va passar a la ciutat de Tromsø. L'1 de gener de 1873, una zona despoblada de Tromsøysund també hi va ser annexionada. L'1 de juliol de 1915, una altra zona de Tromsøysund amb 512 habitants es va fusionar amb la ciutat de Tromsø. L'1 de gener de 1955, la zona de Bjerkaker a Tromsøya, amb 1583 habitants també va ser transferida de Tromsøysund a la ciutat de Tromsø.
L'1 de gener de 1964, una fusió municipal important va tenir lloc. La ciutat de Tromsø. que aleshores tenia 12.602 habitants, el municipi de Tromsøysund, amb 16.727 habitants, i la major part del municipi d'Ullsfjord, amb 2019 habitants, i la major part del municipi de Hillesøy, amb 1.316habitants, es fusionaren totes per formar un nou i més gran municipi de Tromsø, l'actual.

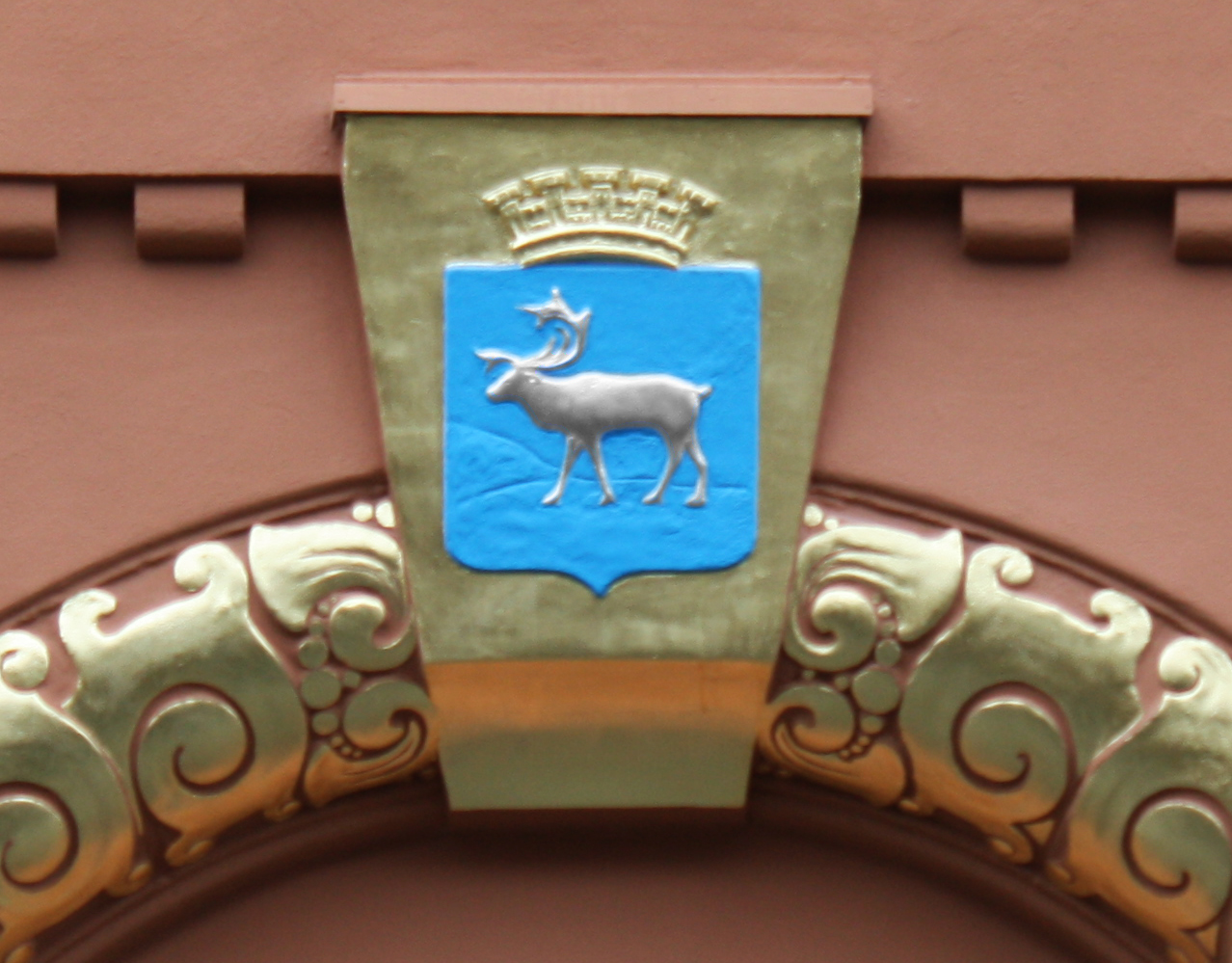
L'escut d'armes gravat l'any 1910.

## Escut d'armes
L'escut d'armes de Tromsø fou ideat el 1870 i té el següent blasonament: "I blått en gående sølv rein" (Atzur, un ren d'argent). És sovint coronat amb una corona mural amb quatre o cinc torretes. L'autoritat municipal actualment utilitza una representació estilitzada dibuixada per Hallvard Trætteberg (1898-1987), adoptada per la resolució real del 24 de setembre de 1941.

## Geografia

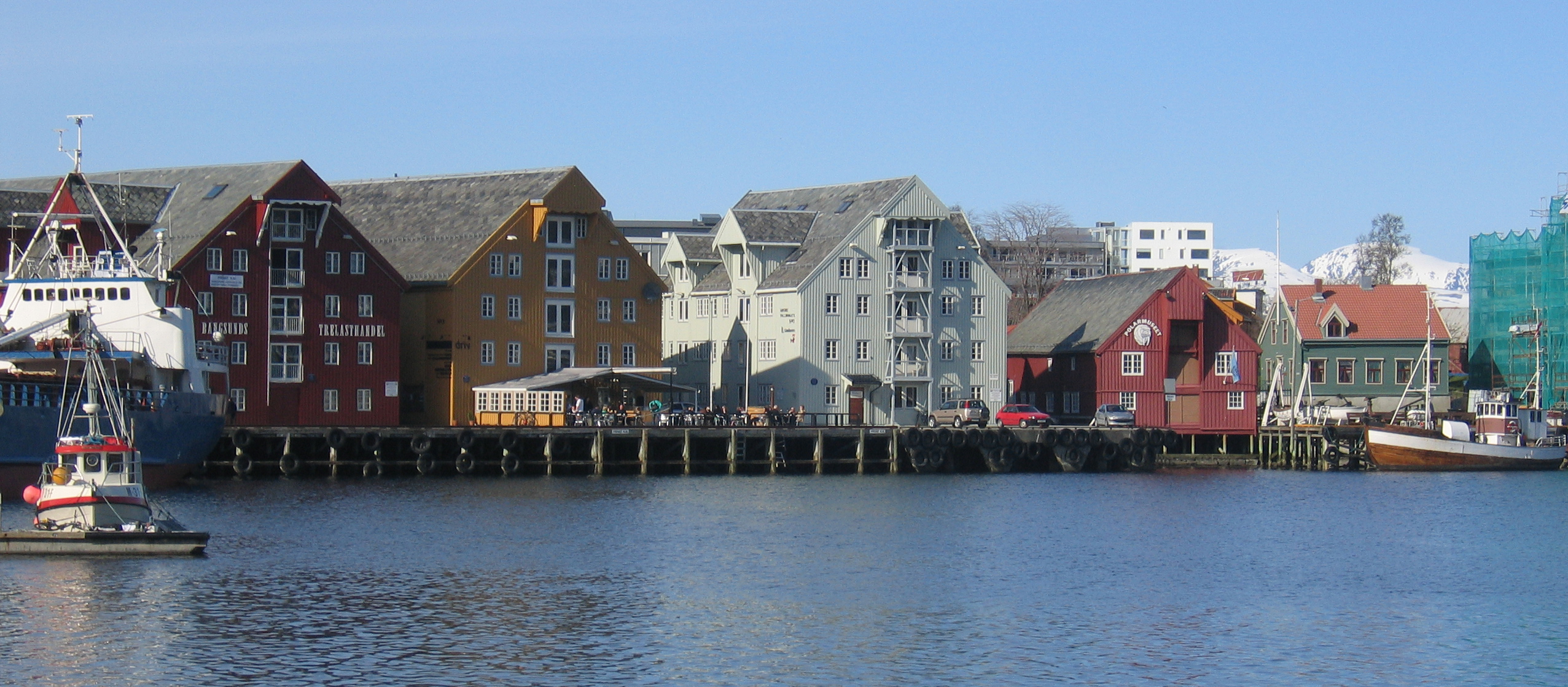
La zona portuària històrica, a l'illa de Tromsøya. ^{Foto: Karl Ragnar Gjertsen}

El municipi de Tromsø té límits marítims amb Lenvik al sud-oest i per terra confina amb Balsfjord al sud, Storfjord al sud-est, Lyngen a l'est i Karlsøy al nord-est. Té una àrea de 2.557 km², el que el converteix en el tercer major municipi de Noruega.
El centre de la ciutat es localitza a la part oriental de Tromsøya, una illa plana de 21 km². El punt més elevat de l'illa és el turó Varden, al nord, amb 159 msnm. A prop del centre de l'illa s'hi troba el llac Prestvannet, que va ser capturat el 1867 per servir com a font d'aigua potable. La zona urbana cobreix la major part de l'illa, però hi ha una zona boscosa que s'estén en direcció nord-sud. A la part occidental de l'illa hi ha una zona agropecuària.

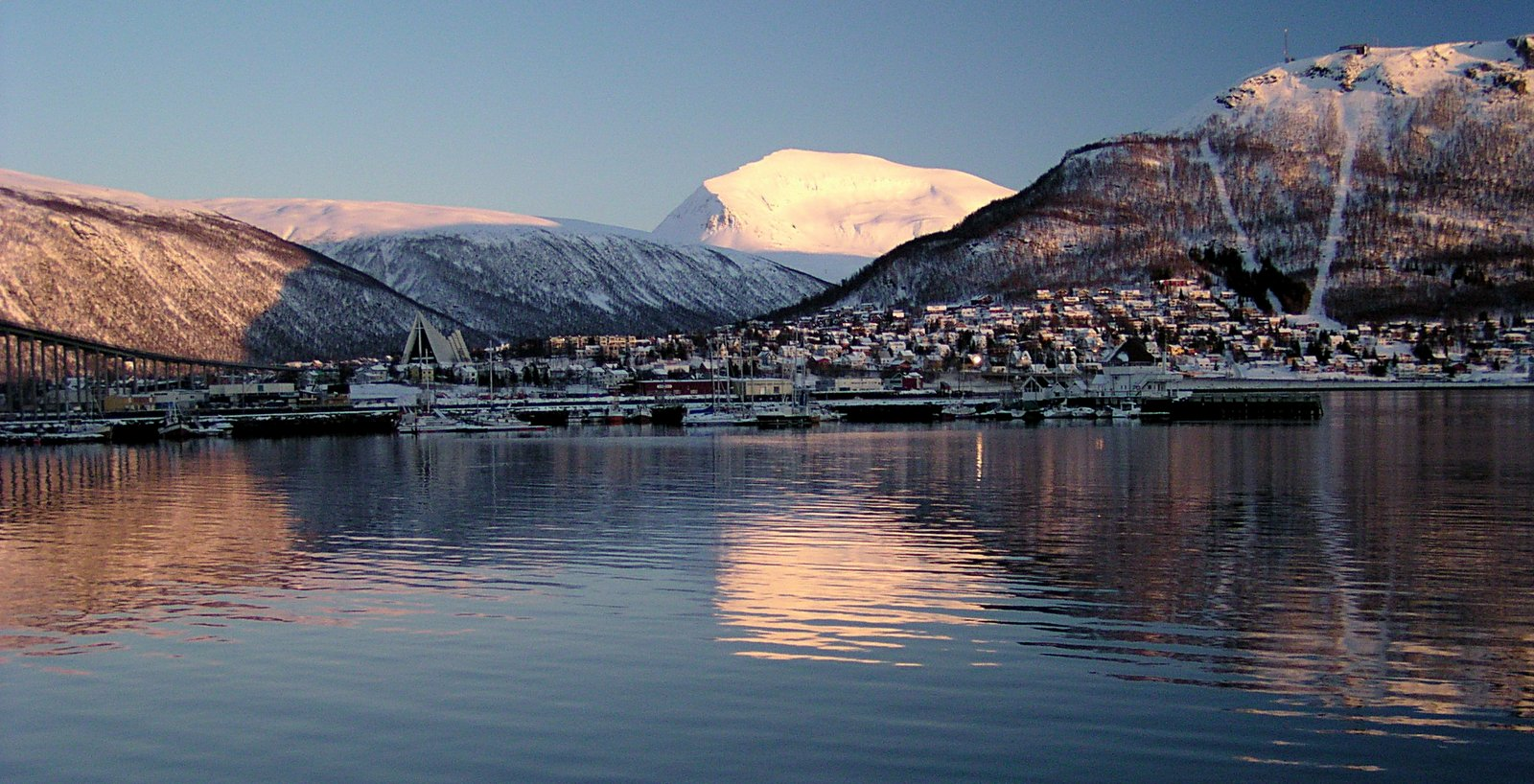
Tromsdalen, la part de la ciutat a terra ferma.

A l'occident del municipi hi ha l'illa Kvaløya, connectada amb Tromsøya a través del pont Sandnessund, un pont de 1220 m de longitud. Kvaløya és la cinquena illa més gran de Noruega, i en ella hi ha muntanyes amb elevacions superiors als 1000 m. Una part de l'illa és zona suburbana de Tromsø.
A més forma part del municipi l'illa de Ringvassøya, la setena més gran de Noruega. També pertany a Tromsø una part de l'illa de Rebbenesøya, a més d'un gran nombre d'illes menors, entre les quals Sommarøy, Hillesøy, Vengsøy i Håkøya estan poblades. Al nord-oest dels límits municipals hi ha un arxipèlag amb una població molt escassa i dispersa, com araSandoy (només 3 habitants) i Musvær (5). L'illa Tussøy, al sud-oest, compta també amb un grapat d'habitants.
Sommarøy i Hillesøy, al sud-oest del municipi, tenen una població pesquera d'uns 300 habitants en el seu conjunt, i una població agrícola, Brensholmen, amb uns 300 habitants. Ersfjordbotn, Tromvik i Kvaløyvågen són localitats de certa importància a Kvaløya. També a Kvaløya hi ha Kaldfjord i Eidkjosen, localitats rurals que estan a punt de ser absorbides pel creixement de la ciutat de Tromsø.

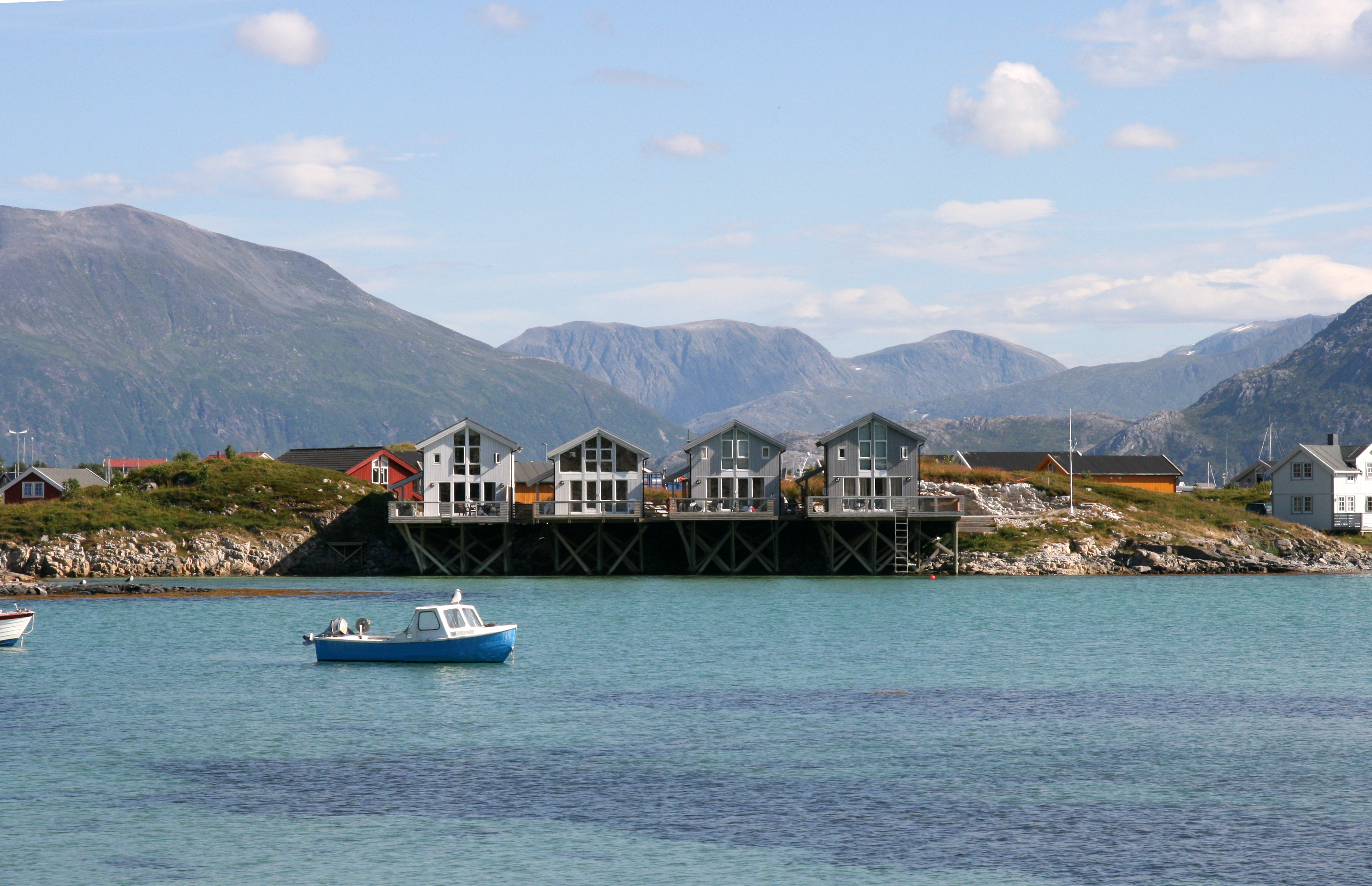
Poblat a l'illa de Sommarøy.^{Foto: Kjetil Ree}

A més de les illes habitades, hi ha diversos centenars d'illes i illots deserts. El grup d'illots més extern -al nord-oest- es diu Auvær. L'illa Gåsvær, també al nord-oest, no té població fixa, només una petita capella que s'utilitza durant celebracions religioses a l'estiu. Risøy tenia una població mínima fins fa alguns anys.
La part de terra ferma del municipi inclou la península de Stuoranjarga, on s'assenta una part de la ciutat de Tromsø (la zona coneguda com a Tromsdalen). El punt més alt de la península és el Hamperokken (1404 m). El Stuoranjarga limita a l'est amb el fiord d'Ulls, a la riba occidental hi ha els pobles d'Oldervik, Breivikeidet i Sjursnes. A l'orient del fiord hi ha la península de Lyngen, amb les localitats rurals de Lakselvbukt, Olderbakken i Jøvik. Als límits municipals entre Tromsø i Lyngen hi ha els Alps de Lyngen i la muntanya més alta del comtats de Troms, el Jiehkkevárri (1833 m). També pertany al municipi la part nord-oriental de la península de Malang.

## Clima

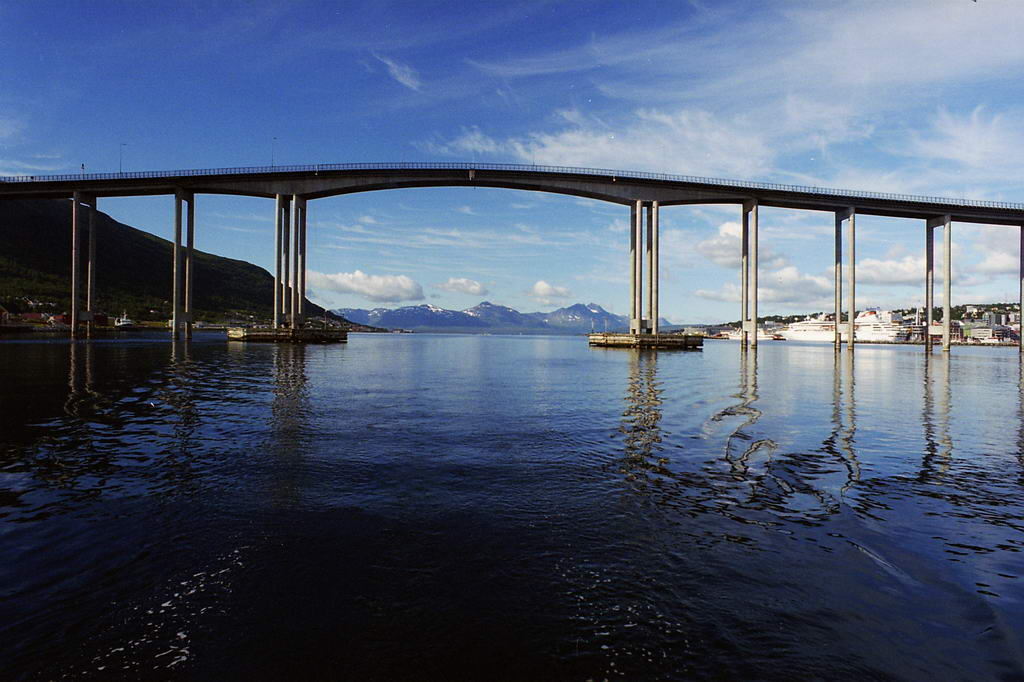
El pont de Tromsø

Tromsø és famós a Noruega per la seva quantitat de neu a l'hivern, tot i que varia d'un any a l'altre. A l'hivern del 1996-/97 va ser tot un rècord quan el 29 d'abril de 1997 l'estació meteorològica sobre Tromsøya va registrar 240 cm de neu. La temperatura més freda mai enregistrada és de -18.4 °C, i la mitjana de gener és només de -4 °C. Això és a causa dels efectes d'escalfament dels corrents de l'Atlàntic Nord. La proximitat al mar modera les temperatures; Sommarøy a la costa oest de Kvaløya té de mitjana el gener de -1.9 °C.
L'estiu és bastant fresc, amb un juliol amb una mitjana a les 24 h de 12 °C; les temperatures de dia varien molt (de 9 °C fins a 25 °C). L'estiu de 1972 tingué la temperatura màxima de 30 °C..
| Dades climàtiques a Tromsø, Noruega        | Dades climàtiques a Tromsø, Noruega | Dades climàtiques a Tromsø, Noruega | Dades climàtiques a Tromsø, Noruega | Dades climàtiques a Tromsø, Noruega | Dades climàtiques a Tromsø, Noruega | Dades climàtiques a Tromsø, Noruega | Dades climàtiques a Tromsø, Noruega | Dades climàtiques a Tromsø, Noruega | Dades climàtiques a Tromsø, Noruega | Dades climàtiques a Tromsø, Noruega | Dades climàtiques a Tromsø, Noruega | Dades climàtiques a Tromsø, Noruega | Dades climàtiques a Tromsø, Noruega |
| Mes                                        | gen                                 | febr                                | març                                | abr                                 | maig                                | juny                                | jul                                 | ag                                  | set                                 | oct                                 | nov                                 | des                                 | anual                               |
| ------------------------------------------ | ----------------------------------- | ----------------------------------- | ----------------------------------- | ----------------------------------- | ----------------------------------- | ----------------------------------- | ----------------------------------- | ----------------------------------- | ----------------------------------- | ----------------------------------- | ----------------------------------- | ----------------------------------- | ----------------------------------- |
| Màxima rècord °C (°F)                      | 8.4 (47.1)                          | 8.2 (46.8)                          | 9.1 (48.4)                          | 15.6 (60.1)                         | 26.6 (79.9)                         | 29.5 (85.1)                         | 30.2 (86.4)                         | 27.4 (81.3)                         | 22.4 (72.3)                         | 17.2 (63)                           | 12.3 (54.1)                         | 9.7 (49.5)                          | 30.2 (86.4)                         |
| Màxima mitjana °C (°F)                     | −2.2 (28)                           | −2.1 (28.2)                         | −0.4 (31.3)                         | 2.7 (36.9)                          | 7.5 (45.5)                          | 12.5 (54.5)                         | 15.3 (59.5)                         | 13.9 (57)                           | 9.3 (48.7)                          | 4.7 (40.5)                          | 0.7 (33.3)                          | −1.3 (29.7)                         | 5.1 (41.2)                          |
| Mitjana diària °C (°F)                     | −4.4 (24.1)                         | −4.2 (24.4)                         | −2.7 (27.1)                         | 0.3 (32.5)                          | 4.8 (40.6)                          | 9.1 (48.4)                          | 11.8 (53.2)                         | 10.8 (51.4)                         | 6.7 (44.1)                          | 2.7 (36.9)                          | −1.1 (30)                           | −3.3 (26.1)                         | 2.5 (36.5)                          |
| Mínima mitjana °C (°F)                     | −6.5 (20.3)                         | −6.5 (20.3)                         | −5.1 (22.8)                         | −2.3 (27.9)                         | 2.0 (35.6)                          | 6.1 (43)                            | 8.7 (47.7)                          | 7.8 (46)                            | 4.5 (40.1)                          | 0.7 (33.3)                          | −3 (27)                             | −5.4 (22.3)                         | 0.1 (32.2)                          |
| Mínima rècord °C (°F)                      | −18.3 (−0.9)                        | −18.4 (−1.1)                        | −17 (1)                             | −14.7 (5.5)                         | −6.5 (20.3)                         | −2.5 (27.5)                         | 0.7 (33.3)                          | 1.1 (34)                            | −4.3 (24.3)                         | −9.6 (14.7)                         | −12.5 (9.5)                         | −16.8 (1.8)                         | −18.4 (−1.1)                        |
| Precipitació mitjana mm (polzades)         | 95 (3.74)                           | 87 (3.43)                           | 72 (2.83)                           | 64 (2.52)                           | 48 (1.89)                           | 59 (2.32)                           | 77 (3.03)                           | 82 (3.23)                           | 102 (4.02)                          | 131 (5.16)                          | 108 (4.25)                          | 106 (4.17)                          | 1,031 (40,59)                       |
| Mitjana de dies de precipitació (≥ 1.0 mm) | 13.6                                | 12.8                                | 11.9                                | 11.2                                | 9.9                                 | 11.4                                | 13.4                                | 13.1                                | 15.5                                | 17.1                                | 14.8                                | 15.1                                | 159.9                               |
| Mitjana mensual d'hores de sol             | 3                                   | 32                                  | 112                                 | 160                                 | 218                                 | 221                                 | 205                                 | 167                                 | 92                                  | 49                                  | 6                                   | 0                                   | 1.265                               |
|                                            |                                     |                                     |                                     |                                     |                                     |                                     |                                     |                                     |                                     |                                     |                                     |                                     |                                     |

### Llum i foscor

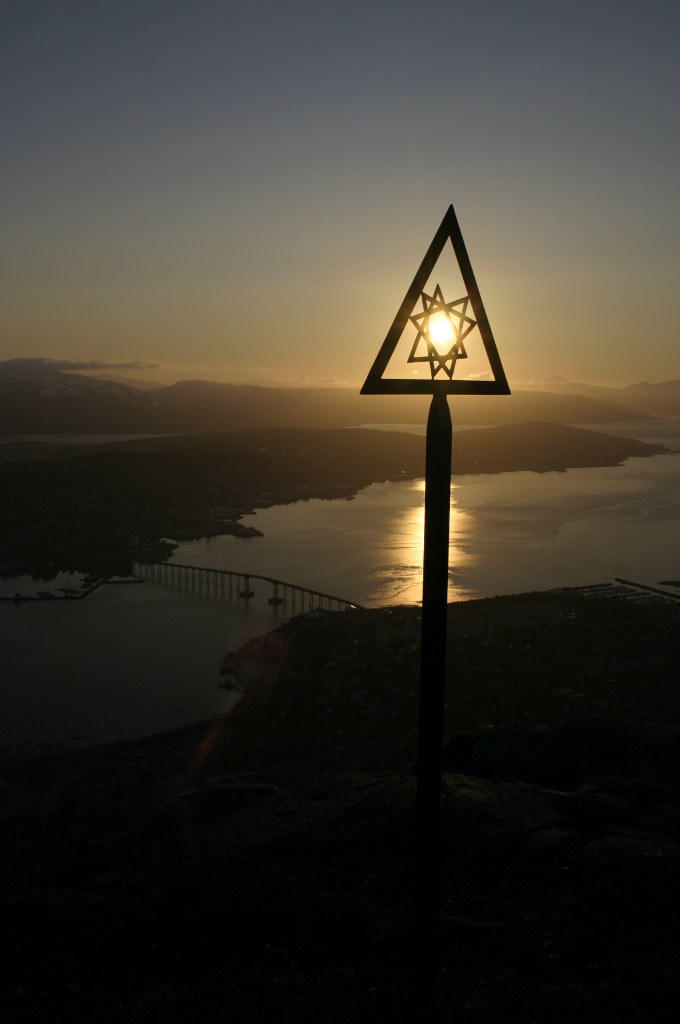
El sol de mitjanit a Tromsø

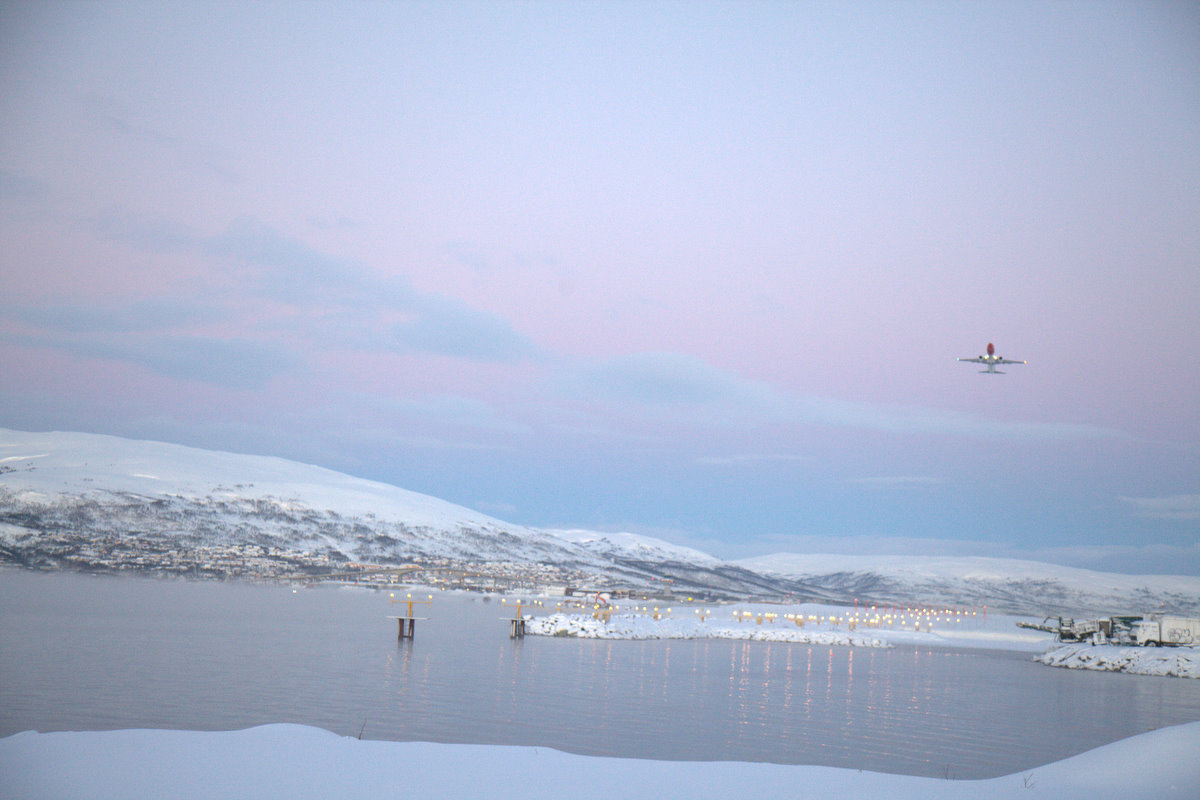
Aeroport de Tromsø al gener

La localització geogràfica, aproximadament 350 km al nord del cercle polar àrtic, fa que Tromsø tingui tant sol de mitjanit com nit polar.
El sol de mitjanit és damunt l'horitzó del 18 de maig al 26 de juliol. Però les muntanyes al nord bloquegen la vista uns quants dies i òpticament només es pot veure el sol des del 21 de maig al 21 de juliol. A causa de la seva alta latitud, el crepuscle dura molt i no hi ha foscor completa entre final d'abril i mitjans d'agost.
El sol roman per sota l'horitzó durant la nit polar, des del 26 de novembre al 15 de gener, però igualment a causa de les muntanyes, el sol no és visible des del 21 de novembre fins al 21 de gener. El retorn del sol és una ocasió de celebració. A causa del crepuscle, però, hi ha una mica de llum natural per un parell d'hores fins i tot a l'hivern, sovint una llum blavosa especial. Els dies s'allarguen de pressa, i el 21 de febrer el sol ja és damunt l'horitzó de 07:45 a 16:10, i l'1 d'abril, de 05:50 a 19:50
La combinació de coberta de neu i sol sovint crea condicions de claror molt intenses des de la fi de febrer fins que la neu es fon cap a final d'abril. A causa d'aquestes condicions de claror diametralment diferents a l'hivern, els noruecs sovint el divideixen en dues estacions: Mørketida (el temps fosc) i Seinvinter (a final d'hivern).
Tromsø és al mig de la zona on es produeix l'aurora boreal i és de fet un dels millors llocs al món per observar aquest fenomen. A causa de la rotació del planeta, Tromsø es trasllada a la zona d'aurora al voltant de les 6 de la tarda, i marxa una altra vegada al voltant de mitjanit. A causa de la claror, cap aurora no és visible entre final d'abril i mitjan agost.

## Paisatge urbà
El centre de la ciutat compacta és la major concentració de cases de fusta històriques al nord de Trondheim, que coexisteixen amb l'arquitectura moderna. Són cases construïdes entre el 1789 i el 1904, any en què la construcció de cases de fusta va ser prohibida al centre de la ciutat, igual que en diverses altres ciutats noruegues. La casa més antiga de Tromsø és Skansen, construïda el 1789 sobre les restes d'una muralla coberta de turba del segle xiii.
El Museu Polar, Polarmuseet, situat en uns magatzems d'un moll de 1837, presenta el passat de Tromsø com a centre de caça de l'Àrtida i el punt de partida per a les expedicions àrtiques. La Catedral de Tromsø, única catedral de fusta de Noruega, construïda el 1861, està situada al centre de la ciutat, on també hi ha la petita església catòlica de Vår Frue (Nostra Senyora). El cinema més antic del nord d'Europa, Verdensteatret, construït entre 1915 i 1916, encara és en ús. El cinema té grans pintures murals, realitzades per l'artista local Sverre Mack el 1921.

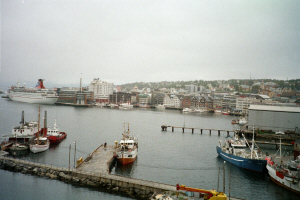
Vista del port de Tromsø.

La Catedral de l'Àrtida, una església moderna construïda el 1965, està situat a la part continental. En realitat, és una església parroquial i no una catedral, va ser dissenyada per Jan Inge Hovig i és probablement el monument més famós de Tromsø. El centre de l'aquari i l'experiència Polaria des del 1998 està molt a prop, en direcció sud, del centre de la ciutat. El Museu de Tromsø és un museu universitari, presentant la cultura i la naturalesa del Nord de Noruega. El museu també comprèn el jardí botànic àrtic-alpí, el jardí botànic més septentrional del món. Un telefèric puja fins al Storsteinen, a 421 metres sobre el nivell del mar, amb una vista panoràmica sobre Tromsø. La muntanya de Tromsdalstinden, de 1.238 metres, a la part continental, que es pot albirar des del centre de la ciutat, també és un lloc destacat.

### Esglésies
L'Església de Noruega compta amb vuit parròquies (sokn) al municipi de Tromsø. És part del Deganat de Tromsø, a la Diòcesi de Nord-Hålogaland.
| Parròquia (Sokn) | Nom de l'església       | Ubicació de l'església | Any de construcció |
| ---------------- | ----------------------- | ---------------------- | ------------------ |
| Tromsø Domkirken | Catedral de Tromsø      | Tromsø                 | 1861               |
| Elverhøy         | Església d'Elverhøy     | Tromsø                 | 1803               |
| Grønnåsen        | Església de Grønnåsen   | Tromsø                 | 1996               |
| Hillesøy         | Església de Hillesøy    | Brensholmen, Kvaløya   | 1889               |
| Kroken           | Església de Kroken      | Kroken                 | 2006               |
| Kvaløy           | Església de Kvaløy      | Kaldfjord              | 1962               |
| Tromsøysund      | Catedral de l'Àrtida    | Tromsdalen             | 1965               |
| Ullsfjord        | Església de Lakselvbukt | Lakselvbukt            | 1983               |
| Ullsfjord        | Església d'Ullsfjord    | Sjursnes               | 1862               |
| Ullsfjord        | Capella de Jøvik        | Jøvik                  | 1920               |

## Política
El govern polític més important és l'Ajuntament (Bystyret), que elegeix una junta de govern, el Formannskapet i cinc comitès polítics.
El partit polític més gran és el laborisme dirigit per Reinhold Fieler. El 2019 alcalde de Tromsø era Kristin Røymo, del Partit Laborista.
Hi ha una discussió de si presentar constituir un parlament de ciutat, com es fa a la resta de ciutats noruegues més grans. El laborisme està defensant aquest sistema polític, mentre que l'Esquerra Socialista s'hi està oposant.
Resultats eleccions municipals 2011 - Tromsø
| Partit polític | Partit polític               | Parlament municipal | Govern municipal |
| -------------- | ---------------------------- | ------------------- | ---------------- |
|                | Partit Conservador           | 16                  | 3                |
|                | Partit Laborista             | 11                  | ?                |
|                | Partit del Progrés           | 6                   | 2                |
|                | Partit dels Rojos            | 3                   | ?                |
|                | Partit Socialista d'Esquerra | 2                   | ?                |
|                | Partit Liberal               | 2                   | 1                |
|                | Partit Democristià           | 1                   | ?                |
|                | Partit de Centre             | 1                   | ?                |
|                | Partit Verd                  | 1                   | ?                |
| Total          | Total                        | 43/6                | 43/6             |

## Població
Més de 100 nacionalitats es representen en la població, entre les minories amb més població hi ha els samis (o lapons), els russos i els finlandesos. La mesquita més septentrional del món es troba a Tromsø. Així mateix, la seu del bisbe catòlic més septentrional del món també es troba a Tromsø.

### Població sami
La minoria Sami s'està fent valdre una altra vegada, després de dècades de repressió, i hi ha una guarderia sami i classes de llengua sami a escola. Aquesta llengua era parlada antigament a tot Tromsø, però desafortunadament és una llengua que està completament en desús. Esperançadorament, això s'ha contrarestat amb l'establiment recent d'un centre de llengua sami a Ullsfjord. Molts parlants sami a Tromsø han emigrat aquí d'altres àrees de sami-parlants del Nord. Els suggeriments per fer un municipi bilingüe a Tromsø s'han trobat per ara amb l'aprovació limitada entre els ciutadans. Tanmateix, l'Ajuntament organitza activitats per celebrar el Dia del Poble Sami, va col·locar cartells bilingües a la Universitat i, quan la ciutat va presentar la seva candidatura als Jocs Olímpics d'Hivern, el nom de Tromsø en sami, Romsa, va incloure's en que hauria estat el logotip dels jocs.
| 1951   | 1960   | 1970   | 1980   | 1990   | 2000   | 2010   | 2015   |  |
| 10.940 | 12.283 | 38.094 | 45.833 | 50.548 | 59.145 | 67.305 | 72.066 |  |

## Economia
La més grans empreses que tenen la seva matriu a Tromsø són SpareBank 1 Nord-Norge i Norges Råfisklag; la primera una institució bancària amb més de 90 sucursals a la regió de Nord-Norge, i la segona una important empresa de la indústria pesquera. A més es troba Troms Kraft, una empresa que opera plantes hidroelèctriques al comtat. La indústria és una activitat poc considerable per Tromsø, amb un 4% de la mà d'obra. La cervesera Macks Ølbryggeri és potser la marca més coneguda de Tromsø; però, hi ha també producció en la indústria informàtica, i de quitosán, emprat en la indústria dels cosmètics. La pesca, en canvi, té gran importància, i diverses empreses exporten bacallà, gambetes i arengada en grans quantitats.
Una part considerable de l'exportació noruega de peix procedeix de Tromsø. A més de les empreses pesqueres privades, a Tromsø té la seu el departament estatal de màrqueting dels productes marins noruecs.
Els llocs de treball en el sector públic constitueixen el 50% del sector laboral. La major oferta de treball procedeix de l'Hospital Universitari de Nord-Norge (UNN), amb prop de 4500 empleats. Altres fonts de treball són la Universitat de Tromsø, el Col·legi Universitari, l'Institut Polar Noruec, l'Agència del Govern Estatal, la seu del govern provincial i altres institucions menors.

## Cultura

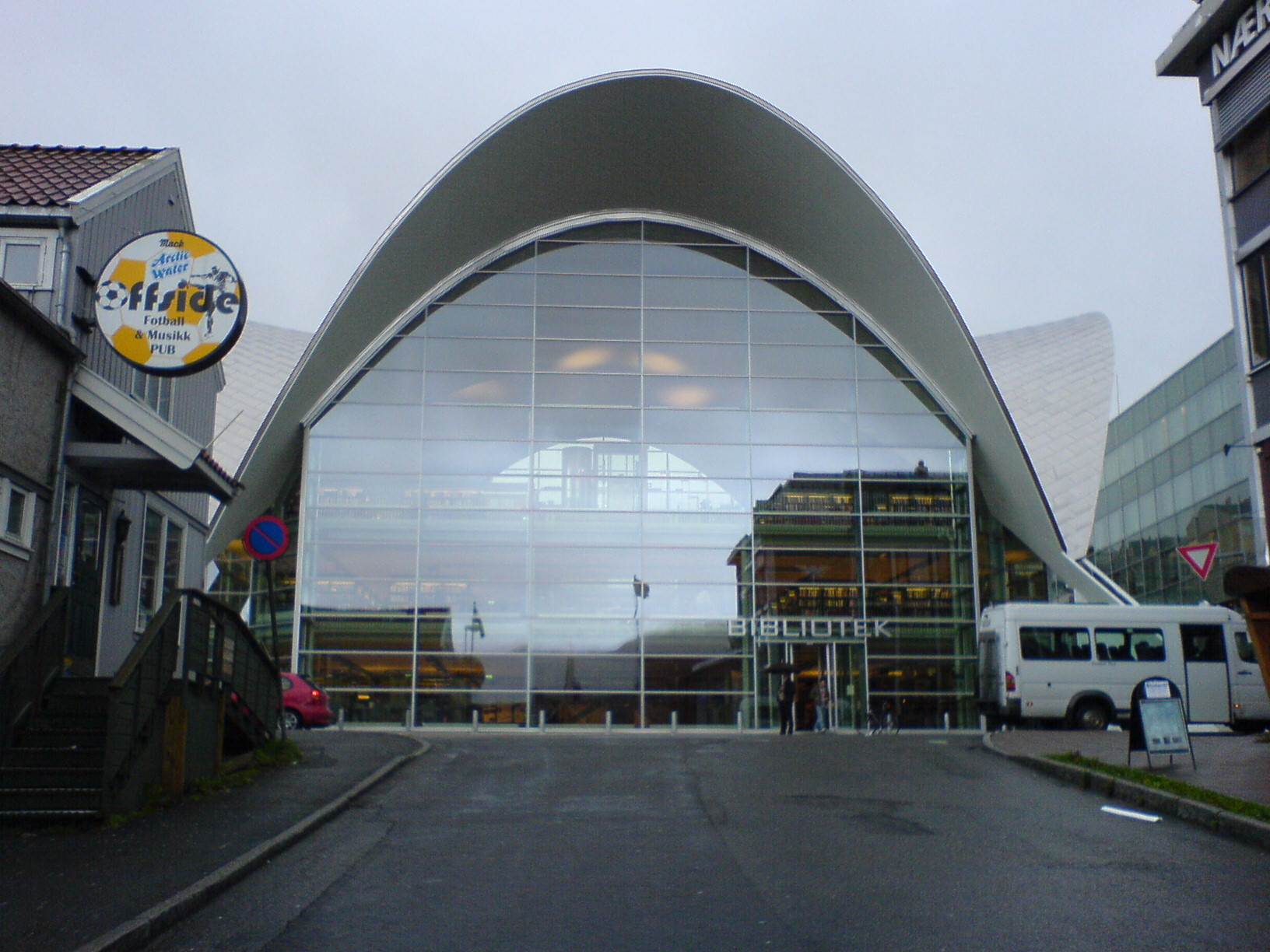
La biblioteca de Tromsø

Com és la ciutat més gran i important de la regió de Nord-Norge, Tromsø n'és la capital cultural. Moltes activitats culturals tenen lloc a la Casa de la Cultura, incloent concerts de l'Orquestra Simfònica de Tromsø i obres de teatre muntades per la companyia de teatre de la ciutat, al Teatre de Hålogaland, inaugurat el 2005.
La ciutat compta amb diversos museus, els més grans dels quals són el Museu d'Art de Noruega Septentrional i el Museu de l'Associació Artística de Tromsø. A més hi ha diversos grups amateurs de teatre, clubs musicals i diverses galeries d'art.
Tromsø ha estat una ciutat líder a Noruega durant les primeres èpoques de la música house i techno, a principis de la dècada del 1980. Els artistes locals Bel Canto, Biosphere, Mental Overdrive, Ismistik / Bjørn Torske, Aedena Cycle, YBU, Open Skies, Alania, Those Norwegians, Phonophani, Lene Marlin, Drum Island i posteriorment Röyksopp han incorsionat al mercat internacional.

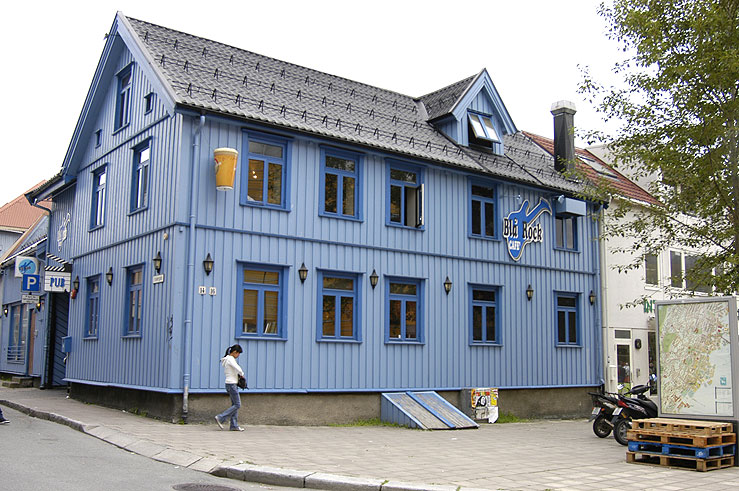
Un bar de Tromsø, on s'hi realitzen freqüentment espectacles musicals.

Tromsø té fama a tot Noruega per la seva vida urbana, amb una gran quantitat de bars,  clubs nocturns i restaurants, que en el seu conjunt tenen capacitat per a 20.000 persones. Aquesta característica de la ciutat es va iniciar en la dècada del 1970, quan diversos establiments acabats d'obrir solien ser insuficients. El concepte de club nocturn va sorgir en els anys vuitanta, coincidint amb una nova explosió en l'oferta de restaurants i de bars.
Hi ha un club de cinema, el Tromsø Filmklubb i dos cinemes: El Fokus Kino, administrat pel municipi, i el Verdensteater, inaugurat el 1913, on se celebra anualment el Festival Internacional de Cinema.

### Educació
La Universitat de Tromsø és una de les set universitats (totes públiques) de Noruega. Es localitza al barri de Breivika i va obrir oficialment el 1972. Té sis facultats i el 2019 tenia 16.747 estudiants. Destaca en les àrees de telemedicina, investigació pesquera, idioma sami, lingüística i investigació polar.

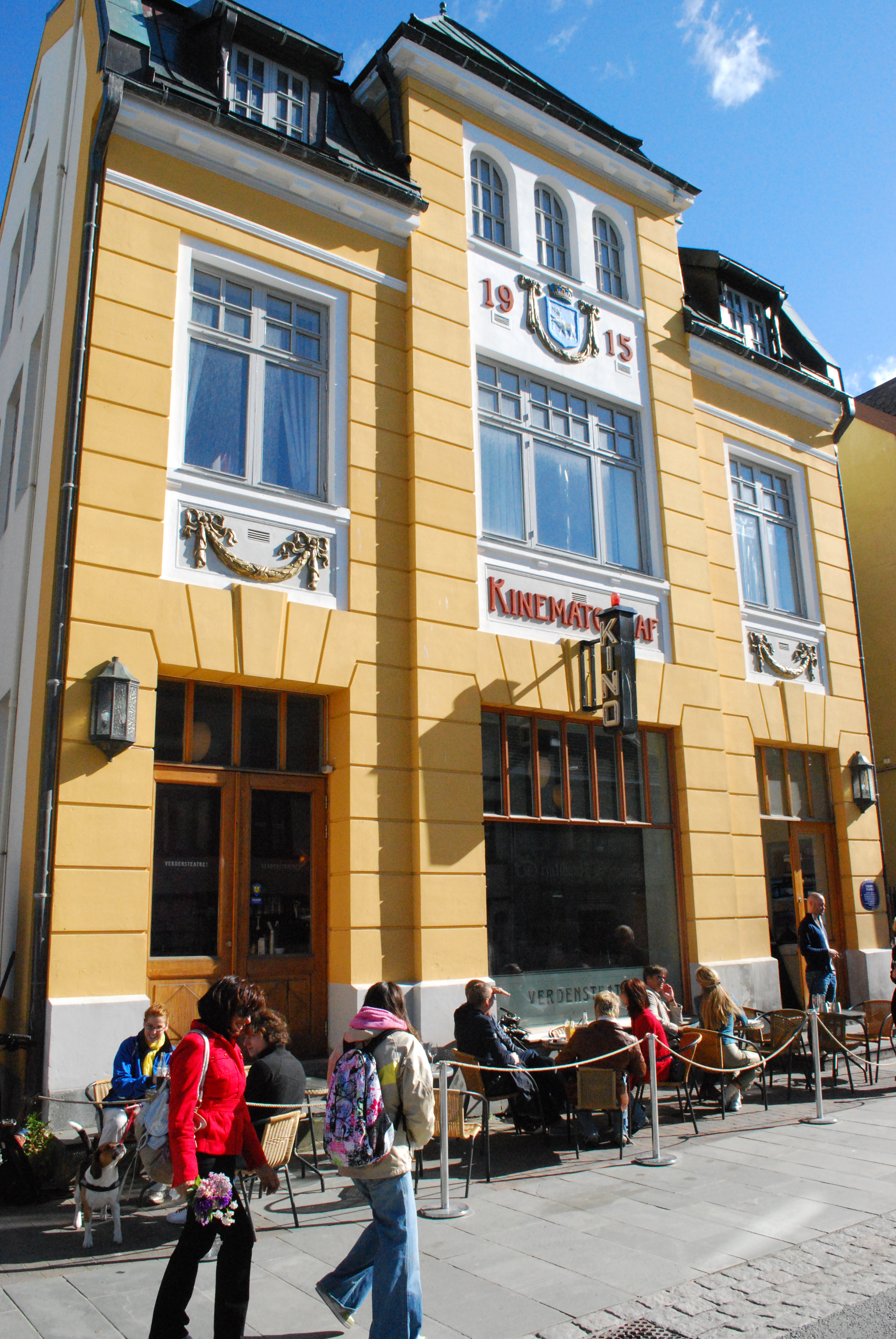
El Verdensteatret (Teatre Mundial) es el cinema més antic de l'Europa del Nord que continua en us. Es la seu del Festival Internacional del Cinema de Tromsø.

Una altra institució pública important va ser el Col·legi Universitari de Tromsø. Va ser establert el 1994 com a resultat de la fusió de quatre instituts: l'Escola Superior de Salut de Tromsø, l'Escola Superior Marítima de Tromsø, el Conservatori de Música de Nord-Norge i l'Escola Superior de Mestres. Es va unir amb la Universitat de Tromsø al gener de 2009.

### Esports
Tromsø és la llar de molts clubs de futbol, dels quals els tres més destacats són Tromsø IL, que juga a la Lliga Noruega de Futbol i és l'equip de futbol d'aquesta lliga més septentrional del món. La Marató Tromsø Sol de Mitjanit es disposa cada any al juny i recentment també hi ha una marató de Nit Polar al gener. La ciutat és la llar de molts clubs de la primera divisió en diversos esports. El club esportiu més antic de Tromsø és Tromsø Turnforening, un club de gimnàstica fundada el 1862, que també va ser el bressol del club de futbol abans esmentat Tromsø IL.
Tromsø va ser seleccionada pel Comitè Olímpic Nacional de Noruega com a candidat de Noruega per als Jocs Olímpics d'Hivern de 2018. Això hauria fet Tromsø la primera ciutat del nord del cercle polar àrtic fins a la seu dels jocs. A l'octubre del 2008 el CON va suspendre l'oferta de Tromsø, citant costos excessius.Des del sud fins a l'extrem nord de l'illa de Tromsøya, hi ha una il·luminada pista d'esquí camps a través. Un salt d'esquí també es troba a l'illa, prop de la universitat.

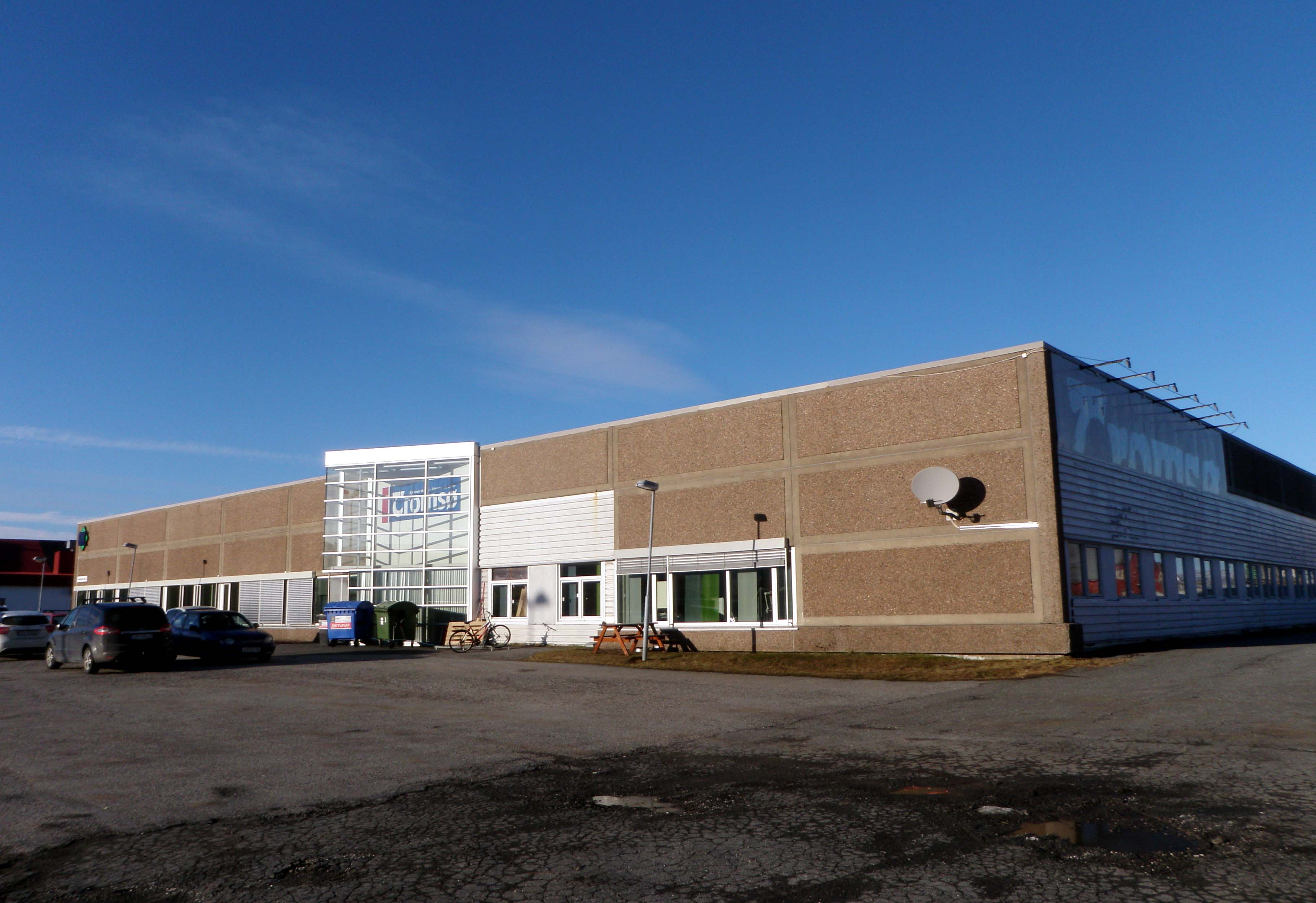
Seu central del Bladet Tromsø

A partir de la primavera del 2010, la primera pista de gel de la ciutat ha estat oberta i és la llar del Tromsø Hoquei, que juga a la Lliga de la Federació Sueca d'Hoquei sobre gel.

### Premsa local
Tromsø és de les poques ciutats de Noruega amb dos diaris de publicació diària. El diari regional Nordlys és el més gran, amb un tiratge diari de 28.000 exemplars, mentre que la seva competència, Bladet Tromsø, llança 10.000 exemplars al dia. El diari digital Tromsø By, especialitzat en cultura, és el tercer més important.
El periòdic mensual bilingüe Ruijan Kaiku té també les seves oficines a la ciutat, a més del diari estudiantil Utropia i l'universitari Tromsøflaket.

## Transports

### Carretera
Tromsø és el punt final de la ruta europea E8 que corre des de Turku, Finlàndia, vorejant la costa occidental finlandesa i la frontera d'aquest país amb Suècia. Entre Skibotn i Nordkjosbotn aquesta carretera es connecta amb la ruta europea E06. La carretera nacional 858 corre des de l'occident de la ciutat de Tromsø a través de ferri fins Storsteinnes, a Balsfjord; aquesta carretera també es connecta amb l'E6. La carretera nacional 91 comença des de Fagernes, 20 km al sud de la ciutat de 
Tromsø, i arriba fins Olderdalen, al municipi de Kåfjord, amb dues etapes de transbordador, una sobre l'Ullsfjorden i una altra que travessa el Lyngenfjorden; a Olderdalen s'enllaça amb la ruta europea E06. Finalment la carretera nacional 863 connecta al municipi de Tromsø amb el de Karlsøy a través del túnel de Kvalsund.

### Ferrocarrils
Tromsø no compta amb ferrocarril. Des de la darreria del segle xix hi ha el projecte de la ruta Nord-Norgebanen, que seria una extensió de la Nordlandsbanen i que comunicaria Tromsø amb Fauske i Bodø.

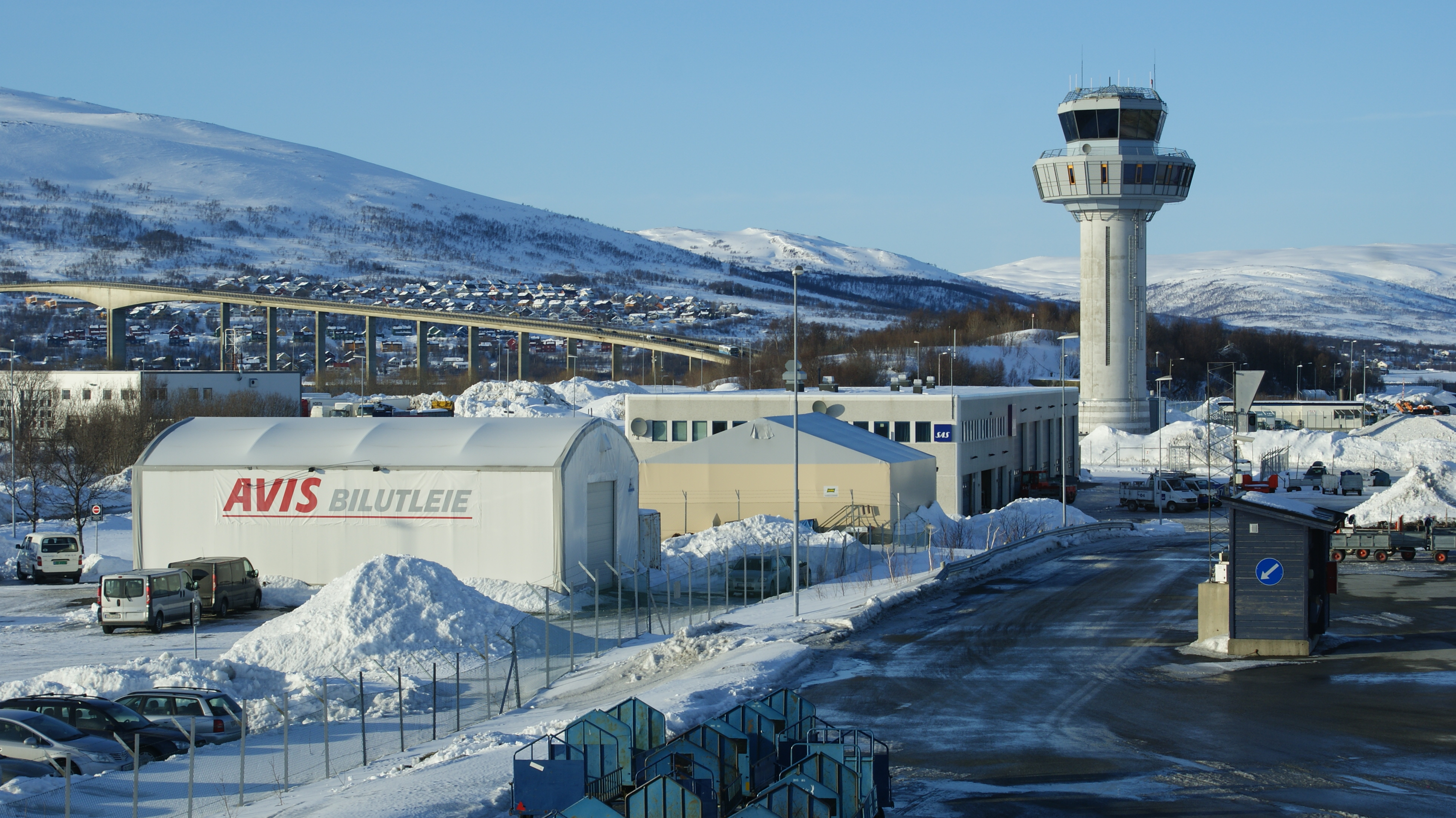
Aeroport de Tromsø

### Aeroport
L'aeroport de Tromsø va ser inaugurat el 1964, és el cinquè aeroport més gran de Noruega amb prop d11,4 milions de passatgers l'any. Des d'aquí hi ha 12 vols diaris directes a Oslo, i també a Evenes (Harstad-Narvik), Alta, Kirkenes, Bodø i Trondheim, Múrmansk, Arkhànguelsk, Svalbard, Kiruna i Luleå. Addicionalment hi ha vols menors a una llarga sèrie de petits aeroports de Nord-Norge. Les companyies Norwegian Air Shuttle, SAS Braathens, Widerøe, Coast Air, Barents Airlink, West Air Sweden, Kato Air i Aeroflot-Nord tenen arribades i sortides A Tromsø.

### Marítim

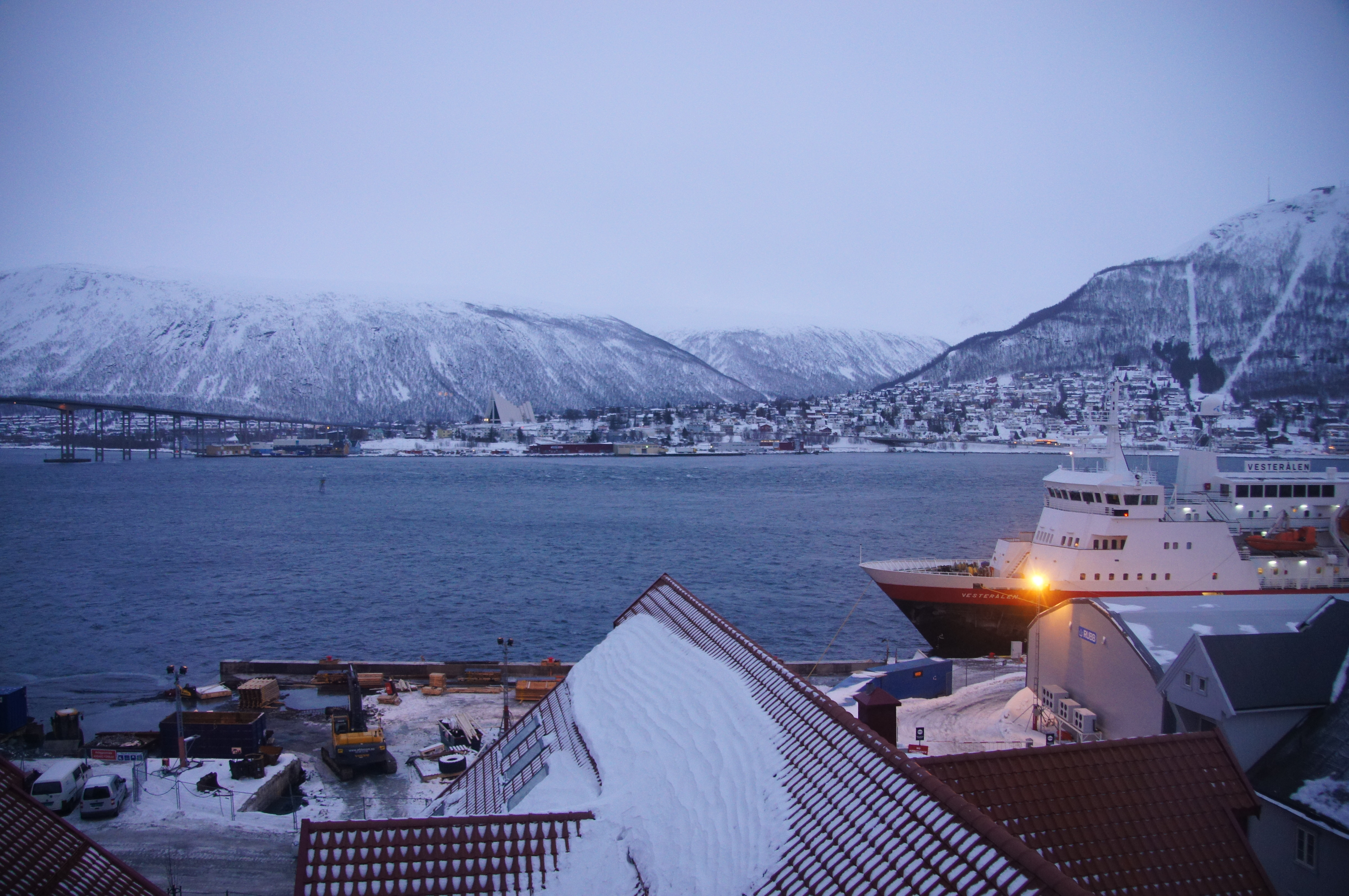
Hurtigruten (l'il·luminat) embarcant al port de Tromsø

La xarxa de transbordadors Hurtigruten fa escala diàriament a Tromsø, i de fet el fundador de la Hurtigruten era oriünd de la ciutat. Els transbordadors de la Hurtigruten s'encarreguen d'enllaçar a Tromsø amb Harstad, Finnsnes i Skjervøy. També hi ha transbordador de cotxes entre Tromsø i Lyngen i entre Tromsø i Karlsøy, i als mesos d'estiu hi ha servei entre Tromsø i Botnhamn, a l'illa de Senja (municipi de Lenvik). Dins del municipi, hi ha transbordadors de cotxes que enllacen les illes entre si i amb terra ferma.

### Autobusos
La línia d'autobusos Nord-Norgebussen enllaça al municipi pel nord amb Alta i pel sud amb Narvik.
En transport urbà, l'empresa d'autobusos Tromsbuss té la concessió del transport col·lectiu als municipis de Tromsø, Karlsøy i parcialment Balsfjord. L'empresa pertany a la companyia TIRB (Troms innland rutebil), que a més té rutes semiforànies que enllacen amb Tromsø.

## Fills il·lustres
- Lene Marlin, cantant
- Röyksopp, grup musical
- Espen Lind, cantant
- Varg Vikernes, artista
- Geir Jenssen, músic
- Thor Knai, model
- Lisa Stokke, cantant

## Ciutats agermanades
Tromsø té deu ciutats agermanades:
| - - Kemi (Finlàndia, 1940) - - Luleå (Suècia, 1950) - - Ringkøbing (Dinamarca, 1950) - - Grimsby (Anglaterra, 1961) - - Pune (Índia, 1966) | - - Anchorage (Estats Units, 1969) - - Zagreb (Croàcia, 1971) - - Múrmansk (Rússia, 1972) - - Quetzaltenango (Guatemala, 1999) - - Gaza (Palestina, 2001) |